# Alice Davenport
Alice Davenport, nata Alice Shepphard (New York, 27 febbraio 1864 – Los Angeles, 24 giugno 1936), è stata un'attrice statunitense all'epoca del cinema muto.
Nata a New York, fu da giovanissima sul palcoscenico: il suo nome apparve nei programmi di scena già dal 1869.
Studiò presso la Miss Irving's School. Dal 1869 al 1894 apparve in più di ottocento produzioni teatrali.

## Biografia

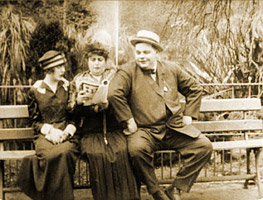
Alice Davenport (al centro) con Mabel Normand e Roscoe Arbuckle nel film Wished on Mabel del 1915

Nata Shepard, acquisì il cognome Davenport (col quale firmerà tutte le sue interpretazioni cinematografiche), col matrimonio con Harry Bryant Davenport, discendente di un'illustre famiglia di teatranti.
Fece il suo debutto cinematografico nel 1911 con la casa cinematografica Nestor Film Company in The Best Man Wins. Nel 1912 fece parte della compagnia fondatrice della  Keystone comedies di Mack Sennett, specializzata nella produzione di cortometraggi comici, al fianco di Fred Mace, Ford Sterling e Mabel Normand. Guadagnandosi il soprannome di 'Mother Davenport', acquisì notorietà  internazionale recitando anche con altre delle star di Sennett: Charlie Murray, Fatty, ma soprattutto apparendo in diversi film di Charlie Chaplin, a partire dal suo debutto assoluto Charlot giornalista (1914) e nel primo film diretto da Chaplin stesso, Charlot e la sonnambula, dello stesso anno. Fu pure nel cast de Il fortunoso romanzo di Tillie, che aveva Marie Dressler protagonista, primo lungometraggio della Keystone (sei rulli, circa ottanta minuti di durata), sempre nel 1914.
Più tardi reciterà per la Kalem Company e la Fox, apparendo nelle Sunshine Comedies.

## Filmografia parziale
- The Best Man Wins, regia di Tom Ricketts (1911)
- Pants and Pansies, regia di Mack Sennett (1912)
- A Near-Tragedy, regia di Mack Sennett] (1912)
- Lily's Lovers, regia di Mack Sennett] (1912)
- Got a Match, regia di Mack Sennett] (1912)
- A Spanish Dilemma, regia di Mack Sennett (1912)
- The Love Trail (1912)
- The Leading Man, regia di Mack Sennett (1912)
- At Coney Island, regia di Mack Sennett] (1912)
- Stolen Glory, regia di Mack Sennett (1912)
- Hoffmeyer's Legacy, regia di Mack Sennett (1912)
- Mabel's Lovers, regia  di Mack Sennett (1912)
- Passions, He Had Three, regia di Henry Lehrman - cortometraggio (1913)
- Just Brown's Luck, regia di Mack Sennett (1913)
- A Hornet's Nest, regia di Charles H. France (1913)
- Mabel's Stormy Love Affair  (1914)
- The Under-Sheriff (1914)
- Won in a Closet, regia di Mabel Normand (1914)
- Charlot giornalista (Making a Living) (1914)
- Charlot all'hotel (Mabel's Strange Predicament) (1914)
- Love and Gasoline, regia di Mabel Normand e Mack Sennett (1914)
- A False Beauty
- Charlot al ballo
- Against Heavy Odds
- Charlot innamorato (The Star Boarder) (1914)
- Fatal High C
- The Passing of Izzy
- Charlot e Mabel (Mabel at the Wheel) (1914)
- Charlot e la sonnambula (Caught in the Rain) (1914)
- The Water Dog
- Mabel si marita (Mabel's Married Life), regia di Mack Sennett (1914)
- Love and Bullets
- Mabel's New Job (1914)
- Dietro le quinte (The Property Man) (1914)
- Those Country Kids
- He Loved the Ladies
- Hello, Mabel (1914)
- The Love Thief, regia di Charley Chase (1914)
- Charlot alle corse (Gentlemen of Nerve), regia di Charlie Chaplin (1914)
- Cursed by His Beauty (1914)
- His Talented Wife
- Il fortunoso romanzo di Tillie (Tillie's Punctured Romance), regia di Mack Sennett (1914)
- Fatty's Wine Party (1914)
- The Sea Nymphs
- Among the Mourners
- The Plumber, regia di Dell Henderson (1914)
- Fatty's Magic Pants
- Wild West Love
- His Second Childhood
- A Robust Romeo (1914)
- Against Heavy Odds (1914)
- Charlot aristocratico (Cruel, Cruel Love) (1914)
- Charlot falso barone (Caught in a Cabaret) (1914)
- Finnigan's Bomb (1914)
- Love and Dynamite (1914)
- The Home Breakers, regia di Walter Wright (1915)
- Mabel, Fatty and the Law, regia di Roscoe Arbuckle (1915)
- Wife and Auto Trouble (1916)
- A Love Riot (1916)
- Ramona, regia di Donald Crisp (1916)
- Counting Out the Count (1916)
- Maggie's First False Step (1917)
- Luke Wins Ye Ladye Faire (1917)
- Pinched in the Finish (1917)
- Secrets of a Beauty Parlor
- A Maiden's Trust, regia di Victor Heerman e Harry Williams - cortometraggio (1917)
- His Social Rise
- The Betrayal of Maggie
- His Hidden Shame
- His Double Life, regia di Harry Edwards (1918)
- Her Blighted Love (1918)
- Tony America (1918)
- Rip & Stitch: Tailors, regia  di Malcolm St. Clair, William Watson (1919)
- Spotlight Sadie (1918)
- How Dry I Am (1919)
- Her Private Husband (1920)
- His Private Wife (1920)
- The Sleep of Cyma Roget
- Oh, Mabel Behave (1922)
- Unmarried Wives, regia di James P. Hogan (1924)
- Legend of Hollywood, regia di Renaud Hoffman (1924)
- The Dude Wrangler (1930)